# Pjesma Eurovizije 2019.
██ Zemlje finalisti
██ Zemlje koje su eliminirane u polufinalu
██ Zemlje koje su sudjelovale u prošlosti, no nisu 2019.
Pjesma Eurovizije 2019. bila je 64. po redu izbor za Pjesmu Eurovizije. Domaćin je bio Izrael zahvaljujući pobjedi Nette s pjesmom Toy na prethodnom izboru Pjesme Eurovizije s osvojenih 529 bodova
7. studenog 2018. godine EBU je potvrdio da su se prijavile četrdeset dvije države za Izbor za Pjesmu Eurovizije 2019. godine. Ukrajina je bila prisiljena odustati zbog kontroverzi oko njihovog predstavnika. Prvo polufinale bilo je 14. svibnja, drugo 16. svibnja, a finale u subotu, 18. svibnja 2019. godine.

## Lokacija
Natjecanje se održalo u Izraelu već treći put u povijesti Eurovizije nakon 1979. i 1999. godine, no za razliku od tadašnjeg domaćina Jeruzalema, Izbor se održao u Tel Avivu.

### Natječaj za domaćinstvo
Nakon pobjede Izrael u Lisabonu, Netta Barzilai i izraleski premijer Benjamin Netanyahu su izjavili da će se Izbor za Pjesmu Eurovizije 2019. godine održati u Jeruzalemu. To su tek trebali potvrditi KAN/IPBC i EBU. Gradonačelnik Jeruzalema Nir Barkat je spomenuo da bi se natjecanje moglo održati u Jerusalem Areni ili Teddy Stadiumu.
19. lipnja je Izrael službeno potvrđen kao domaćin i 24. lipnja 2018. godine je otvoren natječaj za grada domaćina, a 13. rujna 2018. godine je Tel Aviv izabran za domaćina i Expo Tel Aviv za arenu u kojoj će se održati dvije polufinalne večeri i finale.

## Format

### Grafički dizajn
Krilatica pod kojom će se održati ovo natjecanje, Dare to Dream (Usudi se sanjati), je otkrivena 28. listopada 2018. godine, a njen grafički dizajn i logo ovogodišnje Eurovizije je otkriven 8. siječnja 2019. godine i sastavljaju ga trokuti koji čine zlatnu zvijezdu. Uz glavnu shemu boja, također postoje još dvije varijante. Temu je kreirao Studio Adam Feinberg.

### Voditelji
KAN je objavio 25. siječnja 2019. godine da će tri večeri voditi TV voditelji Erez Tal i Assi Azar, supermodel Bar Refaeli i KAN voditeljica Lucy Ayoub. Tal i Refaeli će biti glavni voditelji, dok će Azar i Ayoub biti u tzv. zelenoj sobi, odnosno prostoru gdje budu izvođači nakon svoje izvedbe.

### Ždrijeb polufinala
Ždrijeb kojim se utvrdio raspored država po polufinalima i ceremonija predavanja znamenja Eurovizije se održala 28. siječnja 2019. godine u Muzeju umjetnosti Tel Aviva. Trideset šest polufinalista su raspoređeni u šest šešira, temeljeno na uzorcima glasanja u prošlosti. Time se nada spriječiti blokovsko glasanje i predvidive finaliste te povećati uzbuđenje. Voditelji Assi Azar i Lucy Ayoub (koji će također voditi i Euroviziju u svibnju) su izvlačili državu, i njen položaj unutar polufinala, prva ili druga polovica. Također su se izvlačile i države "velike petorke" i domaćin u svrhu odluke u kojem će polufinalu glasati i predstavljati svoje pjesme.
| Šešir 1                                                                      | Šešir 2                                                    | Šešir 3                                                              | Šešir 4                                                     | Šešir 5                                                           | Šešir 6                                                      |
| ---------------------------------------------------------------------------- | ---------------------------------------------------------- | -------------------------------------------------------------------- | ----------------------------------------------------------- | ----------------------------------------------------------------- | ------------------------------------------------------------ |
| - Albanija - Crna Gora - Hrvatska - Sjeverna Makedonija - Slovenija - Srbija | - Danska - Estonija - Finska - Island - Norveška - Švedska | - Armenija - Azerbajdžan - Bjelorusija - Gruzija - Rusija - Ukrajina | - Australija - Irska - Latvija - Litva - Poljska - Portugal | - Austrija - Belgija - Češka - Mađarska - Nizozemska - Švicarska* | - Cipar - Grčka - Malta - Moldavija - Rumunjska - San Marino |

## Popis zemalja sudionica

### Izvođači povratnici
5 izvođača koji su već predstavljali svoju zemlju će se vratiti na Izbor za Pjesmu Eurovizije kao solisti.
Dvojica su predstavljali svoje zemlje 2016. godine. Rusiju je predstavljao Sergey Lazarev s pjesmom You Are the Only One. Pobijedio je u prvom polufinalu, a u ukupnom poretku završio na trećem mjestu, iza Jamale i Dami Im. Serhat je bio predstavnik San Marina s pjesmom I Didn't Know i završio na dvanaestom mjestu u prvom polufinalu. Joci Pápai je predstavljao Mađarsku 2017. godine s pjesmom Origo i završio na osmom mjestu u finalu.
Tamara Todevska je prethodno predstavljala Makedoniju 2008. godine s drugim izvođačima Vrčak i Adrian s pjesmom Let Me Love You. Također je sudjelovala kao prateći vokal Toši Proeskom 2004. i Tijani Dapčević 2014. godine. Nevena Božović je predstavljala već Srbiju na natjecanju 2011. godine u Njemačkoj kao članica grupe Moje 3 s pjesmom Ljubav je svuda. Također je svoju zemlju predstavljala na juniorskoj inačici Pjesme Eurovizije 2007. godine i s pjesmom Piši mi osvojila treće mjesto.
Uz povratnike soliste, također se vraćaju pjevači koji su prije bili back-up vokali, a sada su solisti, Jurijus Veklenko za Estoniju je nastupao 2013. i 2015. godine. Vraćaju se i prijašnji predstavnici svojih država kao potpora ovogodišnjim predstavnicima - Stig Rästa (Estonija), Mikel Hennet (Španjolska), Mikheil Javakhishvili (Gruzija), Sahlene (razne zemlje).

### Prvo polufinale
Prva polufinalna večer održala se 14. svibnja 2019. godine. Sedamnaest država borilo se za deset mjesta u finalu. Osim polufinalista, prijenos i priliku za glasovanje imale su i Francuska, Izrael i Španjolska. Ukrajina je izvorno dodijeljena za sudjelovanje u drugoj polovici polufinala, ali se povukla iz natjecanja zbog kontroverzi u svojoj nacionalnoj selekciji.
| RB | Država      | Izvođač                       | Naziv pjesme            | Prijevod             | Jezik (jezici) pjesme | Broj osvojenih bodova |
| -- | ----------- | ----------------------------- | ----------------------- | -------------------- | --------------------- | --------------------- |
| 8  | Bjelorusija | Zena                          | Like it                 | Sviđa ti se          | engleski              | 122                   |
| 1  | Cipar       | Tamta                         | Replay                  | Ponovno              | engleski              | 149                   |
| 2  | Crna Gora   | D-moll                        | Heaven                  | Raj                  | engleski              | 46                    |
| 6  | Češka       | Lake Malawi                   | Friend of a Friend      | Prijatelj prijatelja | engleski              | 242                   |
| 3  | Finska      | Darude feat. Sebastian Rejman | Look Away               | Odvrati pogled       | engleski              | 23                    |
| 7  | Mađarska    | Joci Pápai                    | Az én apám              | Moj otac             | mađarski              | 97                    |
| 4  | Poljska     | Tulia                         | Pali Się (Fire Of Love) | Vatra ljubavi        | poljski, engleski     | 120                   |
| 5  | Slovenija   | Zala Kralj & Gašper Šantl     | Sebi                    | Sebi                 | slovenski             | 167                   |
| 9  | Srbija      | Nevena Božović                | Kruna                   | Kruna                | srpski, engleski      | 156                   |
| 12 | Australija  | Kate Miller-Heidke            | Zero Gravity            | Nema gravitacije     | engleski              | 261                   |
| 10 | Belgija     | Eliot                         | Wake Up                 | Probudi se           | engleski              | 70                    |
| 14 | Estonija    | Victor Crone                  | Storm                   | Oluja                | engleski              | 198                   |
| 11 | Gruzija     | Oto Nemsadze                  | Sul Tsin Iare           | Samo naprijed        | gruzijski             | 62                    |
| 16 | Grčka       | Katerine Duska                | Better Love             | Bolja ljubav         | engleski              | 185                   |
| 13 | Island      | Hatari                        | Hatrið mun sigra        | Mržnja će prevladati | islandski             | 221                   |
| 15 | Portugal    | Conan Osíris                  | Telemóveis              | Mobiteli             | portugalski           | 51                    |
| 17 | San Marino  | Serhat                        | Say na na na            | Reci na na na        | engleski, turski      | 150                   |

### Drugo polufinale
Druga polufinalna večer održala se 16. svibnja 2019. godine. Osamnaest država borilo se za deset mjesta u finalu. Osim polufinalista, prijenos i priliku za glasovanje imali su Njemačka, Italija i Ujedinjeno Kraljevstvo.
| RB | Država              | Izvođač         | Naziv pjesme       | Prijevod            | Jezik (jezici) pjesme                 | Broj osvojenih bodova |
| -- | ------------------- | --------------- | ------------------ | ------------------- | ------------------------------------- | --------------------- |
| 1  | Armenija            | Srbuk           | Walking Out        | Hodam van           | engleski                              | 49                    |
| 9  | Austrija            | Paenda          | Limits             | Granice             | engleski                              | 21                    |
| 7  | Danska              | Leonora         | Love Is Forever    | Ljubav je vječna    | engleski, francuski, njemački, danski | 94                    |
| 2  | Irska               | Sarah McTernan  | 22                 | Dvadeset dva        | engleski                              | 16                    |
| 5  | Latvija             | Carousel        | That Night         | Ta noć              | engleski                              | 50                    |
| 3  | Moldavija           | Anna Odobescu   | Stay               | Ostani              | engleski                              | 85                    |
| 6  | Rumunjska           | Ester Peony     | On a Sunday        | Nedjeljom           | engleski                              | 71                    |
| 8  | Švedska             | John Lundvik    | Too Late for Love  | Prekasno za ljubav  | engleski                              | 238                   |
| 4  | Švicarska           | Luca Hänni      | She Got Me         | Ima me              | engleski                              | 232                   |
| 14 | Albanija            | Jonida Maliqi   | Ktheju tokës       | Vratite se u zemlju | albanski                              | 96                    |
| 18 | Azerbajdžan         | Chingiz         | Truth              | Istina              | engleski                              | 224                   |
| 10 | Hrvatska            | Roko Blažević   | The Dream          | San                 | engleski, hrvatski                    | 64                    |
| 12 | Litva               | Jurijus         | Run with the Lions | Trčanje s lavovima  | engleski                              | 93                    |
| 17 | Sjeverna Makedonija | Tamara Todevska | Proud              | Ponosna             | engleski                              | 239                   |
| 11 | Malta               | Michela Pace    | Chameleon          | Kameleon            | engleski                              | 157                   |
| 16 | Nizozemska          | Duncan Laurence | Arcade             | Arkada              | engleski                              | 280                   |
| 15 | Norveška            | KEiiNO          | Spirit in the Sky  | Duh na nebu         | engleski, sjevernolaponski            | 210                   |
| 13 | Rusija              | Sergey Lazarev  | Scream             | Vrištim             | engleski                              | 217                   |

### Finale
Finalna večer Izbora za Pjesmu Eurovizije 2019. godine održala se u subotu, 18. svibnja 2019. godine. Dvadeset šest država je sudjelovalo, po deset kvalificiranih iz polufinala i šest automatskih kvalificiranih, "velika petorka" (Francuska, Italija, Njemačka, Španjolska, Ujedinjeno Kraljevstvo) i domaćin Izrael. Svaka od 41 države sudionice mogla je glasati za svoje favorite.
| RB | Država                 | Izvođač                   | Naziv pjesme       | Prijevod             | Jezik (jezici) pjesme                 | Broj osvojenih bodova |
| -- | ---------------------- | ------------------------- | ------------------ | -------------------- | ------------------------------------- | --------------------- |
| 1  | Malta                  | Michela Pace              | Chameleon          | Kameleon             | engleski                              | 107                   |
| 2  | Albanija               | Jonida Maliqi             | Ktheju tokës       | Vratite se u zemlju  | albanski                              | 90                    |
| 3  | Češka                  | Lake Malawi               | Friend of a Friend | Prijatelj prijatelja | engleski                              | 157                   |
| 4  | Njemačka               | S!sters                   | Sister             | Sestro               | engleski                              | 24                    |
| 5  | Rusija                 | Sergey Lazarev            | Scream             | Vrištim              | engleski                              | 370                   |
| 6  | Danska                 | Leonora                   | Love Is Forever    | Ljubav je vječna     | engleski, francuski, njemački, danski | 120                   |
| 7  | San Marino             | Serhat                    | Say na na na       | Reci na na na        | engleski, turski                      | 77                    |
| 8  | Sjeverna Makedonija    | Tamara Todevska           | Proud              | Ponosna              | engleski                              | 305                   |
| 9  | Švedska                | John Lundvik              | Too Late for Love  | Prekasno za ljubav   | engleski                              | 334                   |
| 10 | Slovenija              | Zala Kralj & Gašper Šantl | Sebi               | Sebi                 | slovenski                             | 105                   |
| 11 | Cipar                  | Tamta                     | Replay             | Ponovno              | engleski                              | 109                   |
| 12 | Nizozemska             | Duncan Laurence           | Arcade             | Arkada               | engleski                              | 498                   |
| 13 | Grčka                  | Katerine Duska            | Better Love        | Bolja ljubav         | engleski                              | 74                    |
| 14 | Izrael                 | Kobi Marimi               | Home               | Dom                  | engleski                              | 35                    |
| 15 | Norveška               | KEiiNO                    | Spirit in the Sky  | Duh na nebu          | engleski, sjevernolaponski            | 331                   |
| 16 | Ujedinjeno Kraljevstvo | Michael Rice              | Bigger than Us     | Veće od nas          | engleski                              | 11                    |
| 17 | Island                 | Hatari                    | Hatrið mun sigra   | Mržnja će prevladati | islandski                             | 232                   |
| 18 | Estonija               | Victor Crone              | Storm              | Oluja                | engleski                              | 76                    |
| 19 | Bjelorusija            | Zena                      | Like it            | Sviđa ti se          | engleski                              | 31                    |
| 20 | Azerbajdžan            | Chingiz                   | Truth              | Istina               | engleski                              | 302                   |
| 21 | Francuska              | Bilal Hassani             | Roi                | Kralj                | francuski, engleski                   | 105                   |
| 22 | Italija                | Mahmood                   | Soldi              | Novac                | talijanski, arapski                   | 472                   |
| 23 | Srbija                 | Nevena Božović            | Kruna              | Kruna                | srpski, engleski                      | 89                    |
| 24 | Švicarska              | Luca Hänni                | She Got Me         | Ima me               | engleski                              | 364                   |
| 25 | Australija             | Kate Miller-Heidke        | Zero Gravity       | Nema gravitacije     | engleski                              | 284                   |
| 26 | Španjolska             | Miki                      | La venda           | Povez                | španjolski                            | 54                    |

## Incidenti i kontroverze

### Uklanjanje simbola križa iz poljskog glazbenog videa
Znak križa uklonjen je iz glazbenog spota poljske grupe Tulia. To je izazvalo val rasprostranjenih optužbi protiv cenzure. Vlasti javne poljske televizije pozvale su izdavačku kuću da vrati izvornu verziju glazbenog videa. Pjesma promovira isječak na engleskom jeziku koji je gotovo identičan poljskom. Međutim, nedostaju tri sekunde filma. Ove sekunde su okvir u kojem umjetnici prolaze pored ceste Cross. Uprava Tulije u intervjuu objašnjava da "propisi o Euroviziji zabranjuju promidžbu bilo kakvih religijskih institucija i simbola, a to je križ". Međutim, mali lik sv.

## Vanjske poveznice
- Službena stranica Eurovizije (engl.)
- Eurosong.hr
- Facebook stranica